# Historikerstreit
La Historikerstreit ("disputa tra storici") è il nome dato a una controversia storiografica riguardante l'Olocausto che occupò il dibattito pubblico tedesco nella seconda metà degli anni '80.
Ad aprire il dibattito fu un articolo di Ernst Nolte pubblicato il 6 giugno 1986 nel Frankfurter Allgemeine Zeitung, e che sosteneva la non-unicità dell'Olocausto nella storia moderna, in quanto diverso nei metodi di uccisione (gassificazione) ma non nelle caratteristiche principali da altri genocidi di massa come quelli perpetrati da Pol Pot e Iosif Stalin con i Gulag, i quali anzi furono precursori dei campi di sterminio tedeschi.
Alcuni storici tra cui Andreas Hillgruber e Michael Stürmer intervennero immediatamente appoggiando il punto di vista di Nolte, chiamando a una relativizzazione dei crimini nazisti e a una pacificazione nazionale con il proprio passato. Altri, tra cui Jürgen Kocka, Martin Broszat, Hans Mommsen e Jürgen Habermas, attaccarono frontalmente e a volte violentemente le teorie di Nolte, viste come apologetiche e strumentali.
Benché il dibattito non produsse nulla di effettivo, non basandosi su nuovi documenti o scoperte ma solo su teorizzazioni, tuttavia segnò la rottura di un taboo nel dibattito pubblico tedesco.